# Sovrapposizioni
Sovrapposizioni è un libro di Carmelo Bene e Gilles Deleuze pubblicato per la prima volta in Italia nel 1978 e in Francia nel 1979 con il titolo di Superpositions. Il volume consta di tre parti: una rielaborazione, ovvero una "sceneggiatura", del Riccardo III di Carmelo Bene, portato in scena nel 1977; un saggio critico (Un manifesto di meno) di Gilles Deleuze sul teatro e l'arte di Carmelo Bene; la risposta di Carmelo Bene al saggio di Gilles Deleuze.

## L'opera

### Un manifesto di meno
Tradotto da Jean-Paul Manganaro, Un manifesto di meno è suddiviso in cinque sezioni.

#### Il teatro e la sua critica
Questa sezione tratta del, così definito da Bene, "saggio critico" sul teatro, ovvero il processo di riscrittura mediante cui riconverte le opere originarie (in questo caso) shakespeariane, facendo proprio il motto esplicativo wildiano-diderotiano: "l'immaginazione imita, mentre lo spirito critico crea". Quindi Deleuze spiega mirabilmente cos'è questa rilettura critica:

#### Il teatro e le sue minoranze
Qui Deleuze tratta del concetto di "minore e "maggiore" rapportato al teatro di Bene. Il "maggiore" è ciò che viene normalizzato, ridotto alla "museificazione", direbbe Bene, e alla cultura ufficiale. Il "minore" è ciò che sfugge all'omologazione, alla comprensione, è un processo in divenire. Un autore "maggiore" lo si può comunque sottrarre al suo tempo e al processo storico di sedimentazione operato dalla cultura normalizzata e normalizzante e farlo diventare così (una volta rivisitato con spirito critico) "minore", come è appunto il teatro shakesperiano di Bene pervertito in Laforgue. Il processo inverso alla minorazione produrrebbe invero una cristallizzazione è una stagnazione del divenire. Deleuze fa l'esempio di autori che scrivono in una lingua "minore", o fatta diventare tale, adattandosi ad essere "stranieri nella propria" lingua. In definitiva il minore sta al maggiore come la santità sta alla teologia, il genio al talento, il teatro allo spettacolo, ecc.

#### Il teatro e la sua lingua
In questa sezione Deleuze parla della "lingua" e del linguaggio del teatro che nel caso beniano è un processo di sottrazione e di amputazione di una serie di caratteristiche. Stabilito una volta per tutte che il teatro di Carmelo Bene è ben altro dal rappresentare formule avanguardistiche o dissacratorie tout court, il filosofo francese enumera possibilmente queste amputazioni operate a più livelli, conditio sine qua non del teatro nel suo dis-farsi direbbe Bene:
Viene dunque amputata la Storia in quanto "marchio temporale del Potere", la struttura, le costanti, poiché negherebbero il divenire e la "minorità". Il "testo a monte" viene sottratto alla cristallizzazione dei significati e restituito ai significanti, facendo prevalere la forma sul contenuto e sul senso, e così via, in una rilettura critica e riscrittura totale.

#### Il teatro e i suoi gesti
Questa sottrazione critica prosegue nell'afasia della parola e nell'aprassia dei gesti, dando luogo a quella che Deleuze chiama "variazione", onde scongiurare il "senso" storico del Potere accumulato, facendo in modo che "la scrittura e i gesti" siano variazioni musicali che superino il "dominio delle parole".

#### Il teatro e la sua politica
Il teatro beniano elimina le invarianti e le costanti anche nella rappresentazione, con i suoi ruoli definiti, testo, struttura, regista, attore. Ricordiamo che Bene a volte parla della coesistenza del "potere del teatro" e del "teatro del potere", e di conseguenza ne evince che la "rappresentazione è sempre di Stato". Il teatro di Bene, scrive Deleuze non fa parte dell'avanguardia, non mette in scena conflitti, siano essi esistenzialisti, sociali o meno (che sono sempre prodotti normalizzati, codificati, "maggioritari", istituzionalizati), non è vincolato a "un modo di fare" ma è un "superamento dei modi", dirà altrove, ovvero, una vittoria sulla "sfida del modale".